# Epidendrum splendens
Epidendrum splendens är en orkidéart som beskrevs av Rudolf Schlechter. Epidendrum splendens ingår i släktet Epidendrum och familjen orkidéer. Inga underarter finns listade i Catalogue of Life.